# Buthus berberensis
Espèce
Synonymes
- Buthus occitanus berberensis Pocock, 1900

Buthus berberensis est une espèce de scorpions de la famille des Buthidae.

## Distribution
Cette espèce est endémique du Somaliland en Somalie. Elle se rencontre vers Agabar.

## Description
Les mâles décrits par Kovařík, Šťáhlavský et Elmi en 2020 mesurent 37,83 mm et 39,67 mm et la femelle 52,39 mm.

## Systématique et taxinomie
Cette espèce a été décrite sous le protonyme Buthus occitanus berberensis par Pocock en 1900. Elle est élevée au rang d'espèce par Lourenço en 2008.

## Étymologie
Son nom d'espèce, composé de berber[a] et du suffixe latin -ensis, « qui vit dans, qui habite », lui a été donné en référence au lieu de sa découverte, Berbera.

## Publication originale
- Pocock, 1900 : « Arachnida. » The fauna of British India, including Ceylon and Burma, London, Taylor and Francis, p. 1-279 (texte intégral).